# تپه قلعه تپه سی
تپه قلعه تپه سی مربوط به سده‌های میانه دوران‌های تاریخی پس از اسلام َ است و در شهرستان زنجان، بخش مرکزی، دهستان بوغدا کندی، ۰/۸ کیلومتری شمال روستای گل بلاغی واقع شده و این اثر در تاریخ ۲۶ اسفند ۱۳۸۷ با شمارهٔ ثبت ۲۵۹۵۹ به‌عنوان یکی از آثار ملی ایران به ثبت رسیده است.